# Jerry Weintraub
Jerome Charles (Jerry) Weintraub (New York, 26 september 1937 – Santa Barbara (Californië), 6 juli 2015) was een Amerikaans filmproducent.

## Biografie
Weintraub begon zijn carrière als concertpromotor voor Elvis Presley. Daarna werd hij de manager van zanger John Denver. Hij begeleidde eveneens de Pointer Sisters, Dolly Parton, Neil Diamond en soms ook Frank Sinatra. 
In 1975 produceerde hij zijn eerste film, Nashville geheten. Daarna volgde Oh, God! (1977), Cruising (1980) en Diner (1982). In de jaren 80 was hij producent van de vier films van The Karate Kid. In de jaren 90 volgde de reeks Ocean's Eleven, Ocean's Twelve en Ocean's Thirteen, alsook Vegas Vacation waarin hij een cameo had. Hij maakte verder ook Rocky Mountain Christmas, Neil Diamond: Love at the Greek en The Carpenters: Music, Music, Music. 
In 2011 kwam zijn autobiografie When I Stop Talking, You’ll Know I’m Dead uit en in 2012 was hij onderwerp van de documentaire His Way. Hij is een van de weinige filmproducenten met een Ster aan de Hollywood Walk of Fame (6931 Hollywood Blvd.).
Jerry Weintraub was tweemaal gehuwd, woonde in Palm Springs en overleed midden 2015 op 77-jarige leeftijd in Santa Barbara.